# Resultados do Carnaval de Campo Grande em 2007
Resultados do Carnaval de Campo Grande em 2007.

## Escolas de samba
| Grupo Especial | Grupo Especial          | Grupo Especial | Grupo Especial |
| Colocação      | Escola                  | Pontos         | Ref.           |
| -------------- | ----------------------- | -------------- | -------------- |
| 1º             | Unidos de Vila Carvalho | 147            | [ 1 ]          |
| 2º             | Igrejinha               | 141,5          | [ 1 ]          |
| 2º             | Unidos do Cruzeiro      | 141,5          | [ 1 ]          |
| 4º             | Catedráticos do Samba   | 130,5          | [ 1 ]          |
| 5º             | Cinderela Tradição      | 127            | [ 1 ]          |